# Kepler-Gymnasium Weiden

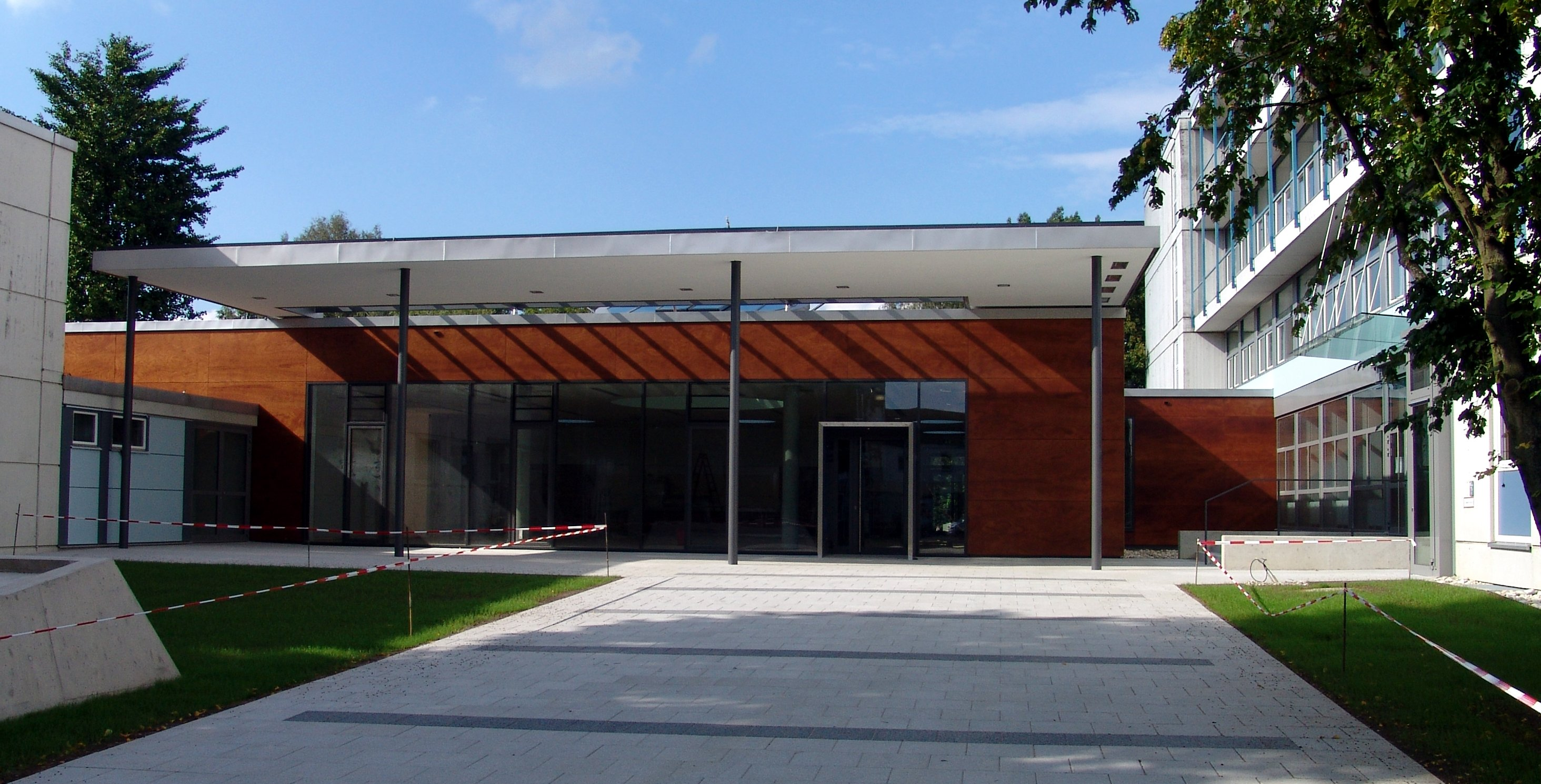

Das Kepler-Gymnasium Weiden ist eines von drei Gymnasien in Weiden in der Oberpfalz mit den Zweigen naturwissenschaftlich-technologisches, sprachliches sowie wirtschafts- und sozialwissenschaftliches Gymnasium.

## Geschichte
Die Gründung der Schule als Königliche Gewerbschule geht auf das Jahr 1869 zurück. 1877 wurde sie wie alle bayerischen Gewerbschulen in eine Realschule umgewandelt und 1927 zu einer neunstufigen Oberrealschule erweitert, 1930 gab man erstmals Reifezeugnisse aus. 1945 wurde der Unterricht kriegsbedingt eingestellt. 1946 erfolgte die Wiedereröffnung als Oberschule für Jungen, kurz darauf erhielt die Schule die Bezeichnung Oberrealschule zurück.
1965 wurde die Anstalt zu einem mathematisch-naturwissenschaftlichen Gymnasium mit der jetzigen Bezeichnung Kepler-Gymnasium umstrukturiert.
Mit Beginn des Schuljahres 2009/10 wurden Hochbegabtenklassen eingerichtet. Mögliche Fremdsprachenfolgen sind:
- 1. Fremdsprache (FS): Englisch
- 2. FS: Französisch oder Latein
- 3. FS: Spanisch oder Französisch
- Spät beginnende FS: Spanisch oder Italienisch

## Studienseminar
Das Kepler-Gymnasium ist Seminarschule für die Fächer Deutsch, Englisch, Französisch, Geschichte und Spanisch.

## Kompetenzzentrum für Begabtenförderung
Im Oktober 2016 wurde das Kepler-Gymnasium als eines von acht Gymnasien in Bayern zum „Kompetenzzentrum für Begabtenförderung“ ernannt. Die Hauptaufgabe ist, die Förderung begabter und leistungsstarker Schülerinnen und Schüler an den Gymnasien der Region zu einem Thema der Schulentwicklung zu machen und geeignete Konzepte hierfür aufzuzeigen. Die Schule nimmt an folgenden Projekten teil:
- Kooperation der Bundesländer Bayern, Sachsen und Hessen

Seit Dezember 2015 besteht enger Kontakt mit der Albert-Schweitzer-Schule Kassel und dem Humboldt-Gymnasium Radeberg.
Dazu tritt seit 2018 die „Schülerforschungswerkstatt“ mit der OTH Amberg-Weiden und Partnern aus der Wirtschaft.
- Bund-Länder-Initiative „Wir können mehr!“

Projekt, begleitet von 30 Wissenschaftlern aus 16 Universitäten. 300 Schulen nehmen teil, darunter nur 13 Gymnasien
- Individuelle Förderung innerhalb des Unterrichts

Pilotprojekt, das die unterschiedlichen Lerngeschwindigkeiten der Schüler berücksichtigt
- Modellklassen

Die Schule ist eines der acht Gymnasien in Bayern, an denen besonders begabte Schülerinnen und Schüler in eigenen „Hochbegabtenklassen“ (Jahrgangsstufen 5–10) gefördert werden.
- MINT-EC

Die Schule ist als MINT-EC-Schule berechtigt, Schülern das MINT-EC-Zertifikat zu erteilen.

## Schulleben
- 2016: Schule ohne Rassismus – Schule mit Courage[10]
- 2016: Kooperationsschule der OTH Amberg-Weiden[11]

## Wettbewerbe und Auszeichnungen
Die Schule nimmt regelmäßig an Wettbewerben in den Fächern Deutsch, Englisch, Französisch, Latein, Italienisch, Geschichte, Informatik, Mathematik, Physik und Sport teil.
- Naturwissenschaften: Experimente antworten,[12] 2015, 2016 und 2017 Superpreis
- Naturwissenschaften: Jugend forscht, 2016 ein 2. Platz im Bereich Technik[13], 2017 ein 2. Platz im Bereich Informatik[14]
- Deutsch: Jugend debattiert 2018[15]

- Italienisch: eTwinning Qualitätssiegel[16] jährlich seit 2012, Deutscher eTwinning-Preis 2014 und 2018
- Geschichtswettbewerb des Bundespräsidenten: 2009, 2013, 2015 und 2017 (landesbeste Schule)[17]
- Geschichtswettbewerb Erinnerungszeichen: Landessieger 2015[18], Landespreis 2016
- Sport: wiederholte Qualifizierung für ein Bundesfinale von Jugend trainiert für Olympia, zuletzt 2016 (Beach-Volleyball); 1. Platz beim Bundesfinale Basketball Jungen I 1990; 3. Platz beim Bundesfinale Basketball Jungen III 1985; 2. Platz beim Landesfinale Fußball Jungen III[19]

## Partnerschulen
Es werden Schüleraustausche mit folgenden Partnerschulen angeboten:
- Frankreich: Collège de la Paix in Issy-les-Moulineaux
- Italien: Liceo Giovanni Pico di Mirandola in Mirandola
- Tschechien: Gymnázium Mariánské Lázně in Marienbad
- Spanien: Colegio Heidelberg in Las Palmas

## Bekannte Ehemalige

### Lehrpersonal
- Ernst Gagel (1916–1975)
- Franz Joachim Behnisch (1920–1983)

### Schüler
- Georg Pettendorfer (1858–1945), Fotograf
- Max Reger (1873–1916), Komponist, Pianist, Organist, Dirigent
- Leonhard Götz (1883–1962), akademischer Maler
- Adolf Wolfgang Schuster (1919–2004), Jurist und Heimatforscher
- Siegfried Donhauser (1927–2022), Brauereitechnologe
- Dieter Hildebrandt (1927–2013), Kabarettist[20]
- Carl Gustaf Ströhm (1930–2004), Journalist
- Peter Bauer (* 1949), Politiker (Freie Wähler)
- Robert Dachs (1955–2015), Autor, Kulturschaffender
- Kurt Seggewiß (* 1957), Oberbürgermeister von Weiden in der Oberpfalz (SPD)
- Werner Fritsch (* 1960), Schriftsteller
- Manfred Schiller (* 1961), Politiker (AfD)
- Gisela Dachs (* 1963), Journalistin und Publizistin
- Michael Brenner (* 1964), Historiker
- Jörg Skriebeleit (* 1968), Kulturwissenschaftler
- Lars David Kellner (* 1973), Pianist